# Geraldo Starling Soares
Geraldo Starling Soares (Alvinópolis, 15 de março de 1911 — Muriaé, 17 de agosto de 1994)  foi um político brasileiro.
Foi Prefeito da cidade de Muriaé e, posteriormente, de Passos, no período de 1945 a 1946.
Chefe de Polícia no governo Juscelino Kubitschek, deputado estadual constituinte em Minas Gerais (1947–1951) e deputado federal .
Em 1955, foi eleito, por unanimidade, Presidente da Federação Carioca de Futebol até assumiu a presidência do Conselho Nacional de Desportos em 18 de fevereiro de 1956, onde permaneceu, como igualmente o fez como Deputado Federal, até 1958, quando foi nomeado Ministro do Tribunal Superior do Trabalho. 
Foi ministro do Tribunal Superior do Trabalho, o qual presidiu de 3/12/1979 a 17/12/1980